# Батьки і діти (фільм, 1974)
«Батьки і діти» — радянський телефільм-спектакль 1974 року за однойменним романом І. С. Тургенєва у постановці Малого театру режисером Євгеном Симоновим.

## Сюжет
За романом І. С. Тургенєва «Батьки і діти».

## У ролях
- Віктор Коршунов —  Євген Базаров
- Юрій Васильєв —  Аркадій Кірсанов
- Микола Анненков —  Микола Петрович Кірсанов
- Євген Веліхов —  Павло Петрович Кірсанов
- Надія Корункова —  Фенічка
- Руфіна Ніфонтова —  Анна Сергіївна Одинцова
- Людмила Пирогова —  Катя Одинцова
- Андрій Литвинов — Прокоф'їч
- Іван Верейський — дворецький Одинцової
- Дмитро Павлов — Василь Іванович Базаров
- Софія Фадєєва — Ірина Власівна Базарова
- Віктор Губанков — Тимофеїч

## Знімальна група
- Режисери — Аліна Казьміна, Євген Симонов
- Оператор — Лев Стрельцин